# Escuela de Estudios Superiores Comerciales del Norte
EDHEC (École des hautes études commerciales du nord) o EDHEC Business School es una universidad privada de Francia. La escuela imparte programas transnacionales de licenciatura, máster, doctorado y MBA, así como seminarios de educación ejecutiva. 
En su última clasificación, el Financial Times ha situado a la renombrada escuela de negocios EDHEC entre las 10 mejores escuelas de negocios europeas por cuarta vez consecutiva. Estos resultados subrayan el modelo estratégico de la escuela de negocios y su enfoque en la educación de los líderes con talento del mañana, capaces de tener un impacto positivo en los negocios y la sociedad. Recientemente, ha ocupado el 5º puesto en la clasificación europea del Financial Times en Finanzas. The Economist sitúa a la universidad en el tercer puesto mundial en másteres de gestión.
En 2019, EDHEC contaba con 8.600 estudiantes matriculados en programas de máster y grado, 245 acuerdos de intercambio y doble titulación con numerosas instituciones académicas y una red de más de 40.000 antiguos alumnos en más de 125 países.

### Universidad
EDHEC se fundó en 1906 como parte de la Universidad Católica de Lille y tiene campus en Lille, Niza, París, Londres y Singapur. La "Grande École" ostenta la Triple Corona, es decir, está acreditada por las tres organizaciones de acreditación EQUIS, AACSB y AMBA. Sólo el 1% de todas las escuelas de negocios del mundo tienen la triple acreditación. En 2010, adquirió el Instituto de Gestión MIP de París.

### Diplomas de la "Grande école"
EDHEC Business School es una grande école. Las Grandes Écoles, como EDHEC, son instituciones académicas de élite que admiten a sus estudiantes a través de un proceso altamente competitivo, en el que una proporción significativa de sus graduados ocupan los niveles más altos de la sociedad francesa y europea. Más de 5.000 solicitantes se inscriben para las aproximadamente 380 plazas que se ofrecen cada año en este proceso de selección, de los aproximadamente 9.000 futuros estudiantes de las clases preparatorias de negocios y economía cada año.
Al igual que las escuelas de la Ivy League en Estados Unidos, Oxbridge en el Reino Unido y la C9 League en China, un título de una "Grande école" se considera un requisito previo para cualquier alto cargo en el gobierno, la administración o la empresa en Francia y Europa.
Las titulaciones están acreditadas por la "Conférence des Grandes Écoles" y concedidas por el Ministerio de Educación francés Las titulaciones de enseñanza superior en Francia se dividen en tres niveles para facilitar la movilidad internacional: las licenciaturas, los másteres y los doctorados. Las titulaciones de grado y máster se organizan en semestres: 6 para el grado y 4 para el máster. Estas titulaciones comprenden diferentes "parcours" o itinerarios basados en UE (unités d'enseignement o módulos), cada uno de los cuales comprende un determinado número de créditos del Sistema Europeo de Transferencia de Créditos (ECTS). Los estudiantes acumulan estos créditos, que generalmente son transferibles entre cursos. Se obtiene un título de grado cuando se han superado 180 ECTS (bac + 3); se obtiene un título de máster cuando se han superado 120 créditos adicionales (bac +5). El codiciado PGE (Grand Ecole Programme) concluye con el título de Master in Management (MiM).

### Clasificaciones
EDHEC está clasificada entre las 5 mejores grandes escuelas de negocios de Francia, junto con HEC París, ESSEC, ESCP y EMLYON Business School.
EDHEC Business School figura en otras clasificaciones como las siguientes:
- Financial Times European Business Schools 7º puesto.[1]
- Financial Times Master in Management (MiM) 9º del mundo.[1]
- Le Point Business School 4º en Francia.[16]
- The Economist Master in Management (MiM) 3er puesto mundial.[3]

En el Financial Times Masters in Finance Pre-experience Ranking de 2017, EDHEC Business School ocupó el primer puesto a nivel mundial por su programa M.Sc. in Financial Markets. Esto la sitúa por delante de otras escuelas de élite como el MIT, Oxford, Bocconi y St. Gallen en la comparación internacional y desplaza a la puntera HEC París del primer puesto por primera vez en cuatro años.

### Vida estudiantil
Fundada en 1968 en EDHEC, la organización "Course Croisière EDHEC", o "CCE" para abreviar, es una asociación de unos 50 estudiantes que organiza una regata cada primavera. Se celebra cada año en un puerto atlántico francés y participan varios miles de estudiantes de todo el mundo. Además, la regata está considerada el mayor acontecimiento deportivo estudiantil de Europa. La escuela de negocios pone a disposición del comité organizador locales en su campus de Lille, y sus miembros cuentan con un presupuesto de 2,5 millones de euros. Esto la convierte en la asociación estudiantil con mayor poder financiero de Francia y le ha valido en varias ocasiones el título de "asociación estudiantil más influyente de Francia". Cada año, los miembros se renuevan por mitad mediante un sistema de reclutamiento selectivo dentro de la nueva cohorte admitida en EDHEC.
La universidad cuenta con más de ochenta asociaciones estudiantiles diferentes.
Los estudiantes del EDHEC también fundaron la "European Finance Cup", que es una competición de finanzas para estudiantes europeos. En 2020, reunió a más de 3100 estudiantes de más de 250 universidades diferentes de más de 20 países europeos, lo que lo convirtió en el primer evento estudiantil europeo de finanzas. Además, se organiza el festival de música benéfico "Le père Noël est-il un rocker?", un festival de música con un enfoque social. El objetivo es distribuir juguetes a niños socialmente desfavorecidos de la metrópoli de Lille en vísperas de Navidad.

### El campus
La escuela de negocios cuenta actualmente con cinco sedes en todo el mundo, incluidos nuevos campus ejecutivos en París, Singapur y Londres. Los dos campus académicos de Lille y Niza cumplen las normas internacionales y albergan todas las actividades de la Escuela: formación inicial, formación continua e investigación.

#### Lille
EDHEC, que tiene su sede en Lille desde 1906, ha construido su nuevo campus con altos estándares medioambientales en un parque de 8,5 hectáreas entre los municipios de Croix y Roubaix, en la metrópolis europea de Lille, desde principios del semestre de 2010. Todas las actividades de EDHEC en la región tienen allí su sede (EDHEC, ESPEME, MBA, Masters of Science, programas de formación continua). La escuela de negocios dispone allí de 43.000m2 de instalaciones, 21 aulas, dos salones de actos, una sala de bolsa, cuatro aulas de informática, una incubadora de empresas y una aceleradora de proyectos empresariales (start-ups), tres restaurantes y 3.200m2 de instalaciones deportivas, que incluyen piscinas, gimnasios, pistas de squash y salas de baile y dojo.
El campus está situado al borde del Parque Barbieux, en una zona residencial con grandes chalés construidos por industriales y la antigua burguesía de la región de Lille.
El campus está conectado con el centro de Lille por la línea R del tranvía Lille - Roubaix - Tourcoing (parada Parc Barbieux, a unos 25 minutos del centro de Lille). La línea 2 del metro Lille Métropole también tiene parada a 1 km de EDHEC (estación Mairie de Croix).

#### Niza (Nice)
El campus alberga a 2.000 estudiantes y ofrece cursos de licenciatura, incluida una especialización en finanzas, un MBA a tiempo completo, un doctorado en finanzas, formación intracurricular y es la sede del centro de investigación en finanzas, el Instituto EDHEC-Risk. El campus de 11.500m2, situado junto al aeropuerto y con vistas al mar Mediterráneo, se ha ampliado en 5.000m2 desde el comienzo del semestre de 2013 y ofrece a los estudiantes nuevas aulas, instalaciones deportivas, oficinas administrativas, 13 aulas y 22 aulas. El campus también cuenta con un vivero de empresas.

#### París
El campus de París alberga los programas de educación ejecutiva, incluido el Programa de Gestión Avanzada, el Enfoque de Investigación en Economía, el Enfoque de Investigación en Análisis Financiero y Contabilidad, la Asociación de Antiguos Alumnos y la Dirección de Empresa y Carreras Profesionales, así como la Formación de Aprendices Europeos. El campus de París, ubicado en el edificio protegido Le Centorial, duplicó su espacio en 2018 hasta alcanzar los 1.500m2 para dar cabida a cursos, eventos y áreas de enfoque de investigación. El emprendimiento también está presente en el Campus de París, especialmente a través de la presencia de EDHEC en la Estación F desde su inauguración en 2017.

#### Londres
EDHEC está presente en Londres desde 1998 y desde entonces ofrece allí servicios a medida para empresas y titulados. Se ha desarrollado una actividad de formación especializada, sobre todo en el sector financiero. Por ejemplo, desde 2003, EDHEC ha invitado a más de 5.000 profesionales de la City londinense a sus seminarios y conferencias de investigación.

#### Singapur
EDHEC abrió un Campus Ejecutivo en Singapur en octubre de 2010. El campus alberga el Instituto de Riesgos EDHEC Asia, así como programas de formación continua (doctorado en Finanzas, seminarios de formación, máster ejecutivo a tiempo parcial en Gestión de Riesgos e Inversiones).